# Deslongchampsina
Deslongchampsina es un género extinto de teleosáurido crocodiliforme del Bathoniense de Inglaterra y Francia.

## Taxonomía
El tipo y la única especie conocida, D. larteti, fue relacionada de diversas maneras a Teleosaurus y al taxón Steneosaurus antes de ser reconocida formalmente como un género distinto por derecho propio en 2019. Su hocico no era tan alargado como algunos otros teleosauridos (mesorostrina), y la forma de sus mandíbulas y dientes sugiere que era un depredador generalista, a diferencia del machimosaurio contemporáneo más poderoso Yvridiosuchus.